# Nathan Clifford
Nathan Clifford (ur. 18 sierpnia 1803 w Rumney, zm. 25 lipca 1881 w Cornish) – amerykański polityk.

## Życiorys
Urodził się 18 sierpnia 1803 roku w Rumney. Po odebraniu podstawowej edukacji studiował na akademii w Haverhill, a następnie na New Hampton Literary Institute. Po ukończeniu uczelni, podjął studia prawnicze, został przyjęty do palestry i otworzył prywatną praktykę w Newfield. W latach 1830–1834 zasiadał w legislaturze stanowej Maine, a w okresie 1834–1838 pełnił funkcję stanowego prokuratora generalnego. W 1838 roku został wybrany członkiem Izby Reprezentantów z ramienia Partii Demokratycznej. Po czteroletniej kadencji nie ubiegał się o reelekcję. W 1846 roku James Polk zaproponował mu objęcie funkcji prokuratora generalnego. Po dwóch latach Clifford zrezygnował ze stanowiska, gdyż prezydent powołał go na stanowisko posła pełnomocnego w Meksyku. Jego zadaniem było wynegocjować traktat, na mocy którego Kalifornia byłaby przekazana Stanom Zjednoczonym. Po zakończeniu służby dyplomatycznej powrócił do praktykowania prawa w Portland. W 1857 roku został nominowany na sędziego Sądu Najwyższego. Urząd ten sprawował do śmierci, która nastąpiła 25 lipca 1881 w Cornish.